# Portes de ville de Ponta Delgada
Les portes de ville de Ponta Delgada sont situées dans la ville de Ponta Delgada, sur l'île de São Miguel, aux Açores.
Elles sont classés Immeubles d'Intérêt Public par le décret du 17 avril 1953.

## Histoire
Ces portes sont un symbole de la défense terrestre primitive de la ville, sur la côte sud-ouest de l'île. Elles ont été construites en 1783, initialement ouvertes dans les murs du secteur oriental.
Avec le début des travaux d'ouverture de l'Avenida Infante D. Henrique (Avenida Litoral) en 1948, elles ont été démontées et remontées, 32 mètres à l'ouest, au centre de la Praça de Gonçalo Velho en 1952.
Elles se composent d'un ensemble de trois arcs en plein cintre, réalisées en pierre locale.

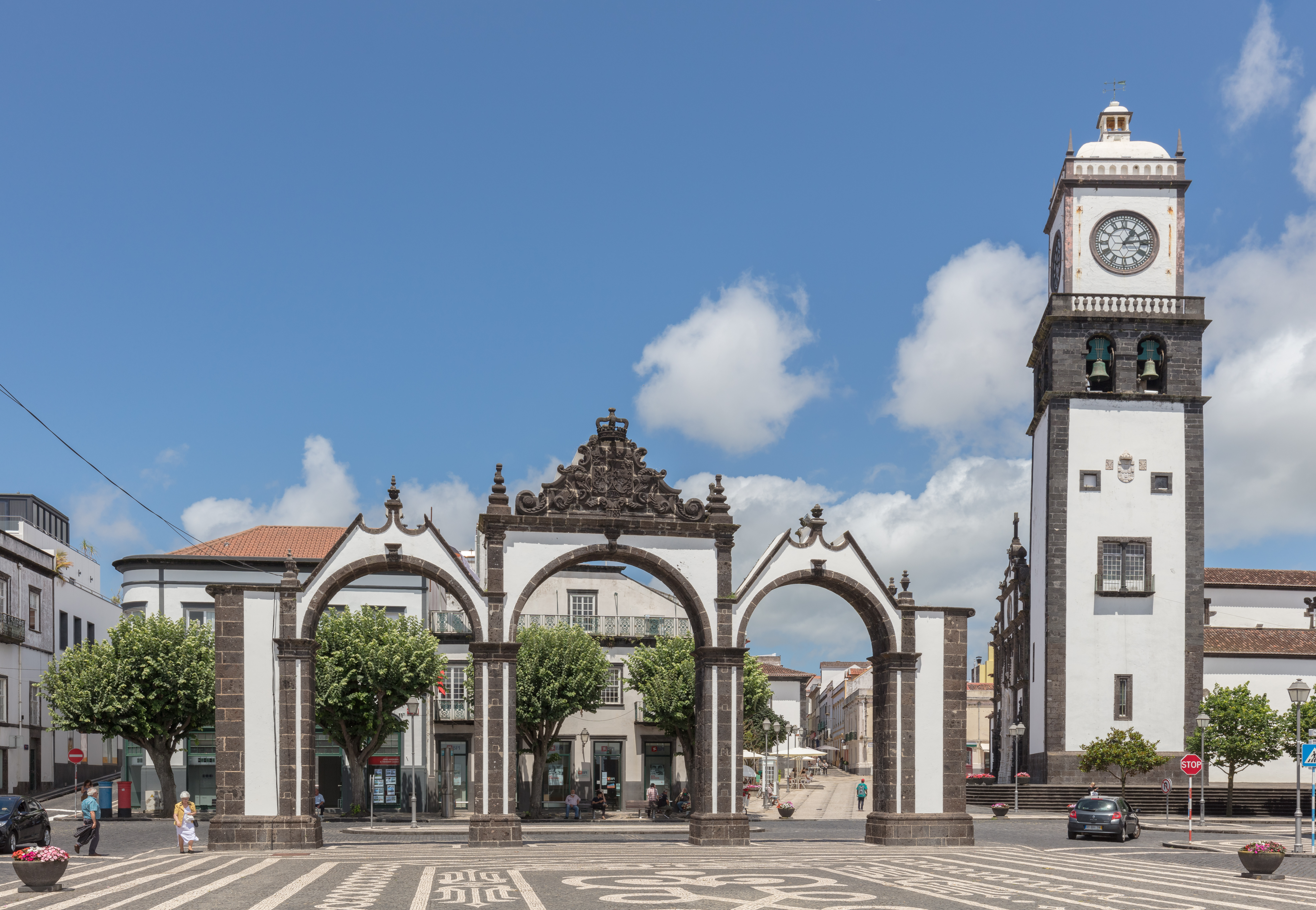
Portes et l'église de São Sebastião.
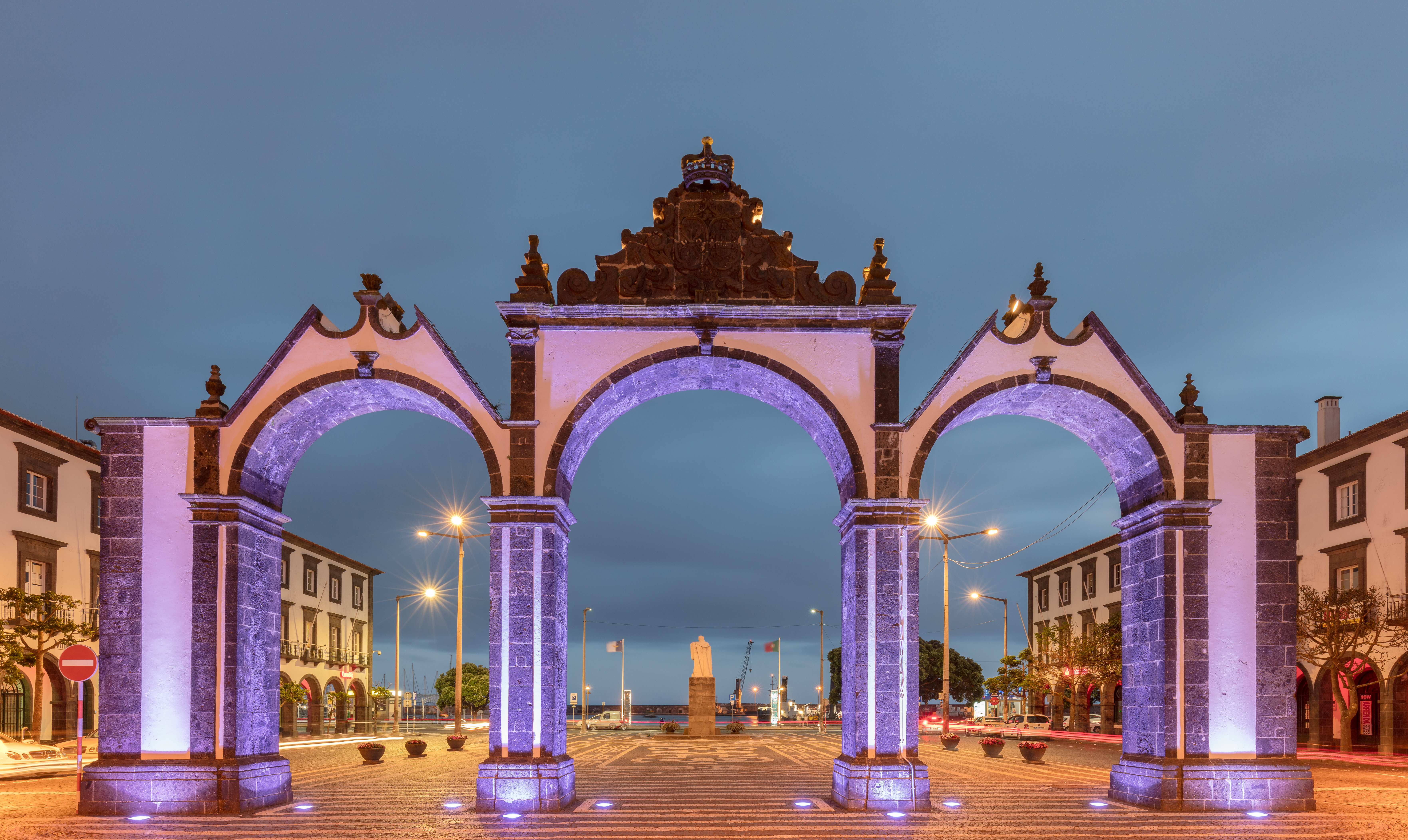
Vue nocturne.